# Cacatua-preta-brilhante
A cacatua-preta-brilhante (Calyptorhynchus lathami) é o menor membro da subfamília Calyptorhynchinae encontrada no leste da Austrália. As cacatuas-pretas-brilhantes adultas podem atingir 50 cm de comprimento. Elas são sexualmente dimórficas. Os machos são marrom-escuros, exceto pelas faixas vermelhas subterminais proeminentes na cauda; as fêmeas são marrom-escuras com uma marcação amarela idiossincrática ao redor do pescoço e uma faixa vermelha subterminal proeminente na cauda com faixas pretas. Três subespécies foram reconhecidas, embora isso tenha sido contestado recentemente, com uma análise morfológica detalhada feita por Saunders e Pickup (2023), que constatou a existência de um declive nas dimensões do corpo ao longo da faixa latitudinal da espécie, com as aves do norte da faixa menores do que as aves do sul. Saunders e Pickup argumentaram que, sem diferenciação na morfologia do bico, pouca diferença na composição genética, nenhuma diferença no padrão ou na cor da plumagem e nenhuma diferença na dieta, não há justificativa para subdividir a espécie.

## Taxonomia
A cacatua-preta-brilhante foi descrita pela primeira vez pelo naturalista holandês Coenraad Jacob Temminck em 1807. O nome científico homenageia o ornitólogo inglês John Latham.
O parente mais próximo da cacatua-preta-brilhante é a cacatua-negra-de-cauda-vermelha; as duas espécies formam o gênero Calyptorhynchus [en]. Elas se distinguem das outras cacatuas-negras do gênero Zanda [en] pela cor diferente da cauda e pelo padrão da cabeça, pelo dimorfismo sexual significativo e pelas diferenças em dois tipos de chamados de filhotes, um chamado de pedido de comida e uma vocalização ao engolir alimentos.

### Subespécies
Três subespécies foram propostas por Schodde et al. em 1993, embora, em 2002, o especialista em papagaios Joseph Forshaw tenha feito ressalvas devido às diferenças extremamente mínimas. A análise detalhada de Saunders e Pickup (2023) da espécie em toda a sua área de distribuição demonstrou que não havia diferenciação na morfologia do bico, pouca diferença na composição genética, nenhuma diferença no padrão ou na cor da plumagem e nenhuma diferença na dieta, apoiando as ressalvas de Forshaw e concluindo que a espécie é monotípica.
- C. l. lathami: (rara) A subespécie oriental encontrada entre o sudeste de Queensland e Mallacoota [en], em Victoria, com bolsões isolados no Parque Nacional de Eungella [en], na região central de Queensland, em Riverina e na floresta de Pilliga [en].[6] Está associada à floresta de Casuarina.

- C. l. erebus: Ocorre na região central de Queensland, de Eungella [en], perto de Mackay, ao sul de Gympie [en].[4]

- C. l. halmaturinus: (ameaçada de extinção) A subespécie da Ilha dos Cangurus[7] foi listada pelo governo australiano como ameaçada de extinção. Restrita às partes norte e oeste da ilha, a população chegou a ser de 158 indivíduos em um determinado momento, mas se recuperou para cerca de 370 em 2019.[7] Alimenta-se de Allocasuarina verticillata [en] e de Eucalyptus cladocalyx.[8] Em particular, a ave se especializa nas pinhas da estação mais recente da Allocasuarina verticillata, em detrimento das pinhas mais antigas dessa espécie e da Allocasuarina littoralis [en]. Ela segura as pinhas com a pata e as rasga com seu bico poderoso antes de remover as sementes com a língua.[9] No início de 2020, durante a temporada de incêndios na Austrália de 2019–2020, foram emitidos avisos de incêndios florestais para toda a Ilha dos Cangurus,[10] o que deu origem a avisos de cientistas de que a viabilidade contínua dessa subespécie na natureza poderia estar condenada, pois seu suprimento de alimentos de Allocasuarina verticillata em declínio seria destruído pelos incêndios.[11][12] Em 6 de janeiro de 2020, pelo menos 170.000 hectares (um terço da área da ilha) haviam sido queimados.[13] As ocasionais tréguas no clima oferecem pelo menos um alívio temporário dos incêndios florestais; uma avaliação completa da situação da subespécie da Ilha dos Cangurus e de seu ecossistema de apoio estava prevista para ocorrer depois que a crise dos incêndios florestais tivesse passado.[14] O financiamento confiável para o bem-sucedido programa de proteção dessa subespécie - principalmente contra a predação pelo Trichosurus vulpecula[15] - terminou há vários anos.[16]

## Descrição

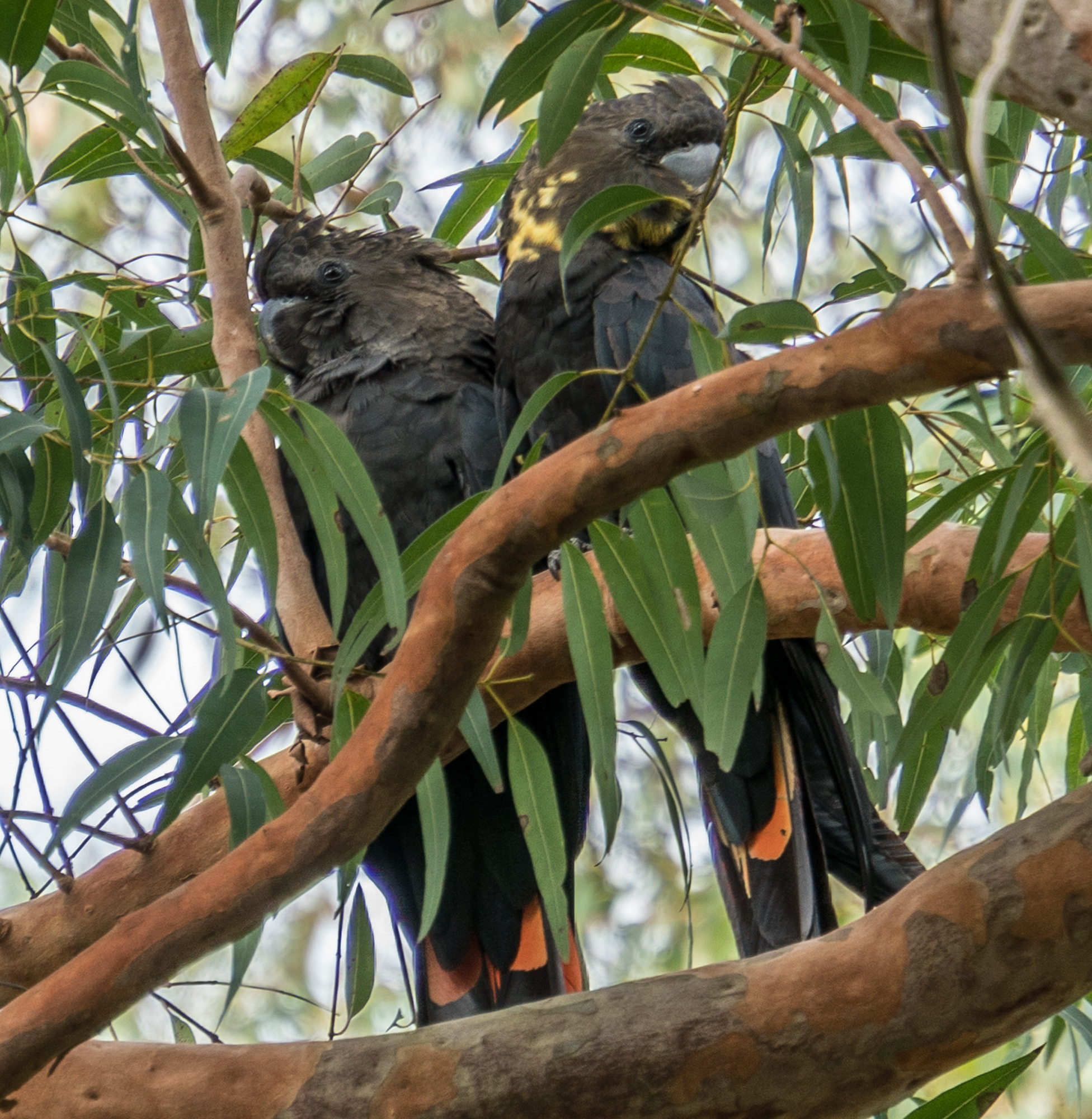
Um par de cacatuas-pretas-brilhantes.

Assim como a cacatua-negra-de-cauda-vermelha, essa espécie é sexualmente dimórfica. A cacatua-preta-brilhante macho é predominantemente preta, com cabeça marrom-chocolate e manchas vermelhas caudais marcantes. A fêmea é marrom-escura mais opaca, com manchas amarelas na cauda e no colarinho. A cauda da fêmea apresenta faixas, enquanto a cauda do macho é remendada. Um adulto atinge cerca de 46-50 cm de comprimento. As aves são encontradas em florestas e bosques abertos e geralmente se alimentam de sementes de Casuarina.

## Status de conservação

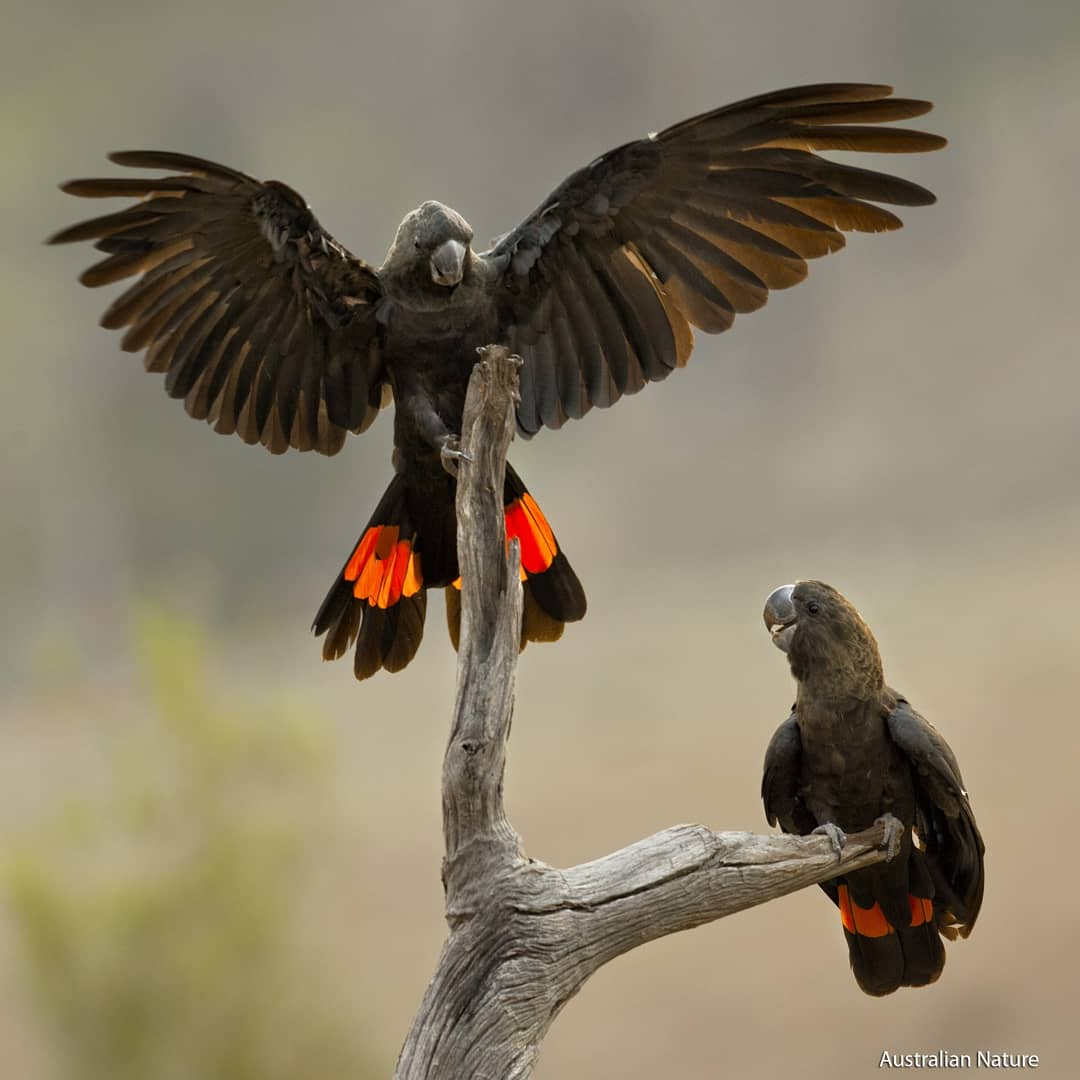
Cacatuas-pretas-brilhantes.

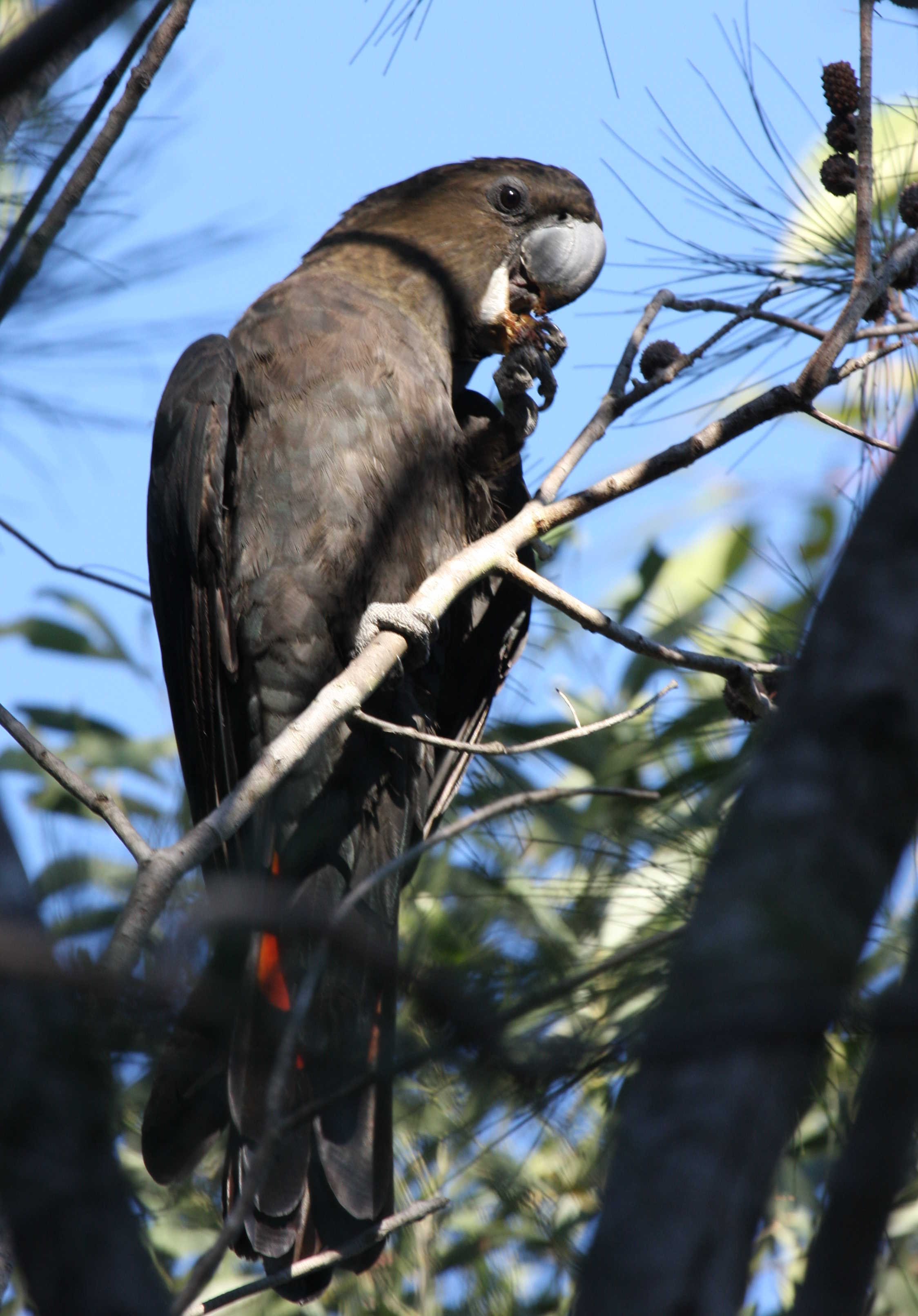
Macho, Kobble Creek, sudeste de Queensland.

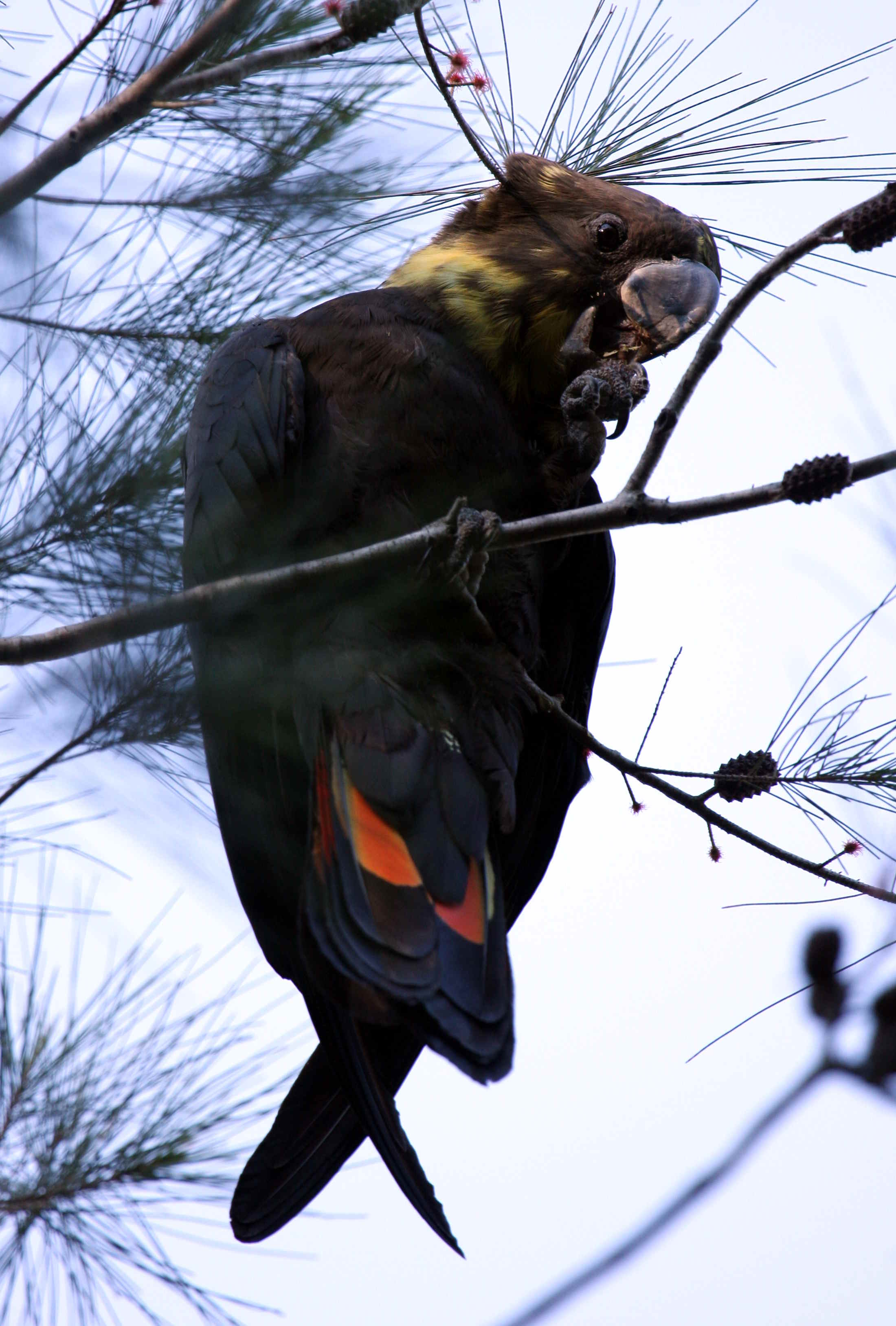
Fêmea, Kobble Creek, sudeste de Queensland.

Como a maioria das espécies da ordem Psittaciformes, a cacatua-preta-brilhante é protegida pela Convenção sobre o Comércio Internacional das Espécies Silvestres Ameaçadas de Extinção (CITES), com sua inclusão na lista do Apêndice II de espécies vulneráveis, o que torna ilegal a importação, exportação e comércio de animais capturados na natureza.
As cacatuas-pretas-brilhantes geralmente não são listadas como ameaçadas na Lei de Proteção Ambiental e Conservação da Biodiversidade de 1999, mas a subespécie da Ilha dos Cangurus (C. l. halmaturinis) foi adicionada à lista como ameaçada de extinção.

### Estado de Victoria, Austrália
- A subespécie oriental da cacatua-preta-brilhante (C. l. lathami) está listada como ameaçada na Lei de Garantia da Flora e Fauna de Victoria de 1988.[20] De acordo com essa lei, não foi elaborada uma “Declaração de Ação” para a recuperação e o gerenciamento futuro dessa espécie.[21]

- Na lista consultiva de 2007 da fauna de vertebrados ameaçada em Victoria, a subespécie C. l. lathami está listada como vulnerável.[22]

### Estado de Queensland, Austrália
A C. l. lathami está listada como vulnerável pela Agência de Proteção Ambiental de Queensland.

## Textos citados
- Cameron, Matt (2008). Cockatoos 1st ed. Collingwood, Victoria: CSIRO Publishing. ISBN 978-0-643-09232-7

- Forshaw, Joseph M; William T. Cooper (2002). Australian Parrots 3rd ed. Robina: Alexander Editions. ISBN 0-9581212-0-6

- Flegg, Jim. Birds of Australia: Photographic Field Guide Sydney: Reed New Holland, 2002. (ISBN 1-876334-78-9)

- Garnett, S. (1993) Threatened and Extinct Birds Of Australia. RAOU. National Library, Canberra. ISSN 0812-8014

- Saunders, Denis A; Pickup Geoffrey (2023). A review of the taxonomy and distribution of Australia's endemic Calyptorhynchinae black cockatoos. Australian Zoologist. https://doi.org/10.7882/AZ.2023.022